# Président Toutain (SNS 098)
Le Président Toutain est un bateau de la Société nationale de sauvetage en mer (SNSM) en France. Ce canot tous temps est immatriculé SNS 098 et il est basé au port de Ploumanac'h dans les Côtes-d'Armor.

## Service
Ce bâtiment peut sortir dans n'importe condition de vents et de mer. Les canots tous temps sont reconnaissables à leur coque de couleur verte et à leur numéro commençant par un 0.
Il a remplacé en 2002 le Jean-Denoyelle (SNS 111) à la station SNSM de Ploumanac'h dans l'anse de Pors Kamor sur la côte de granit rose, seul lieu toujours à flot de Ploumanac'h, son port intérieur n'étant accessible qu'à marée haute.

## Galerie

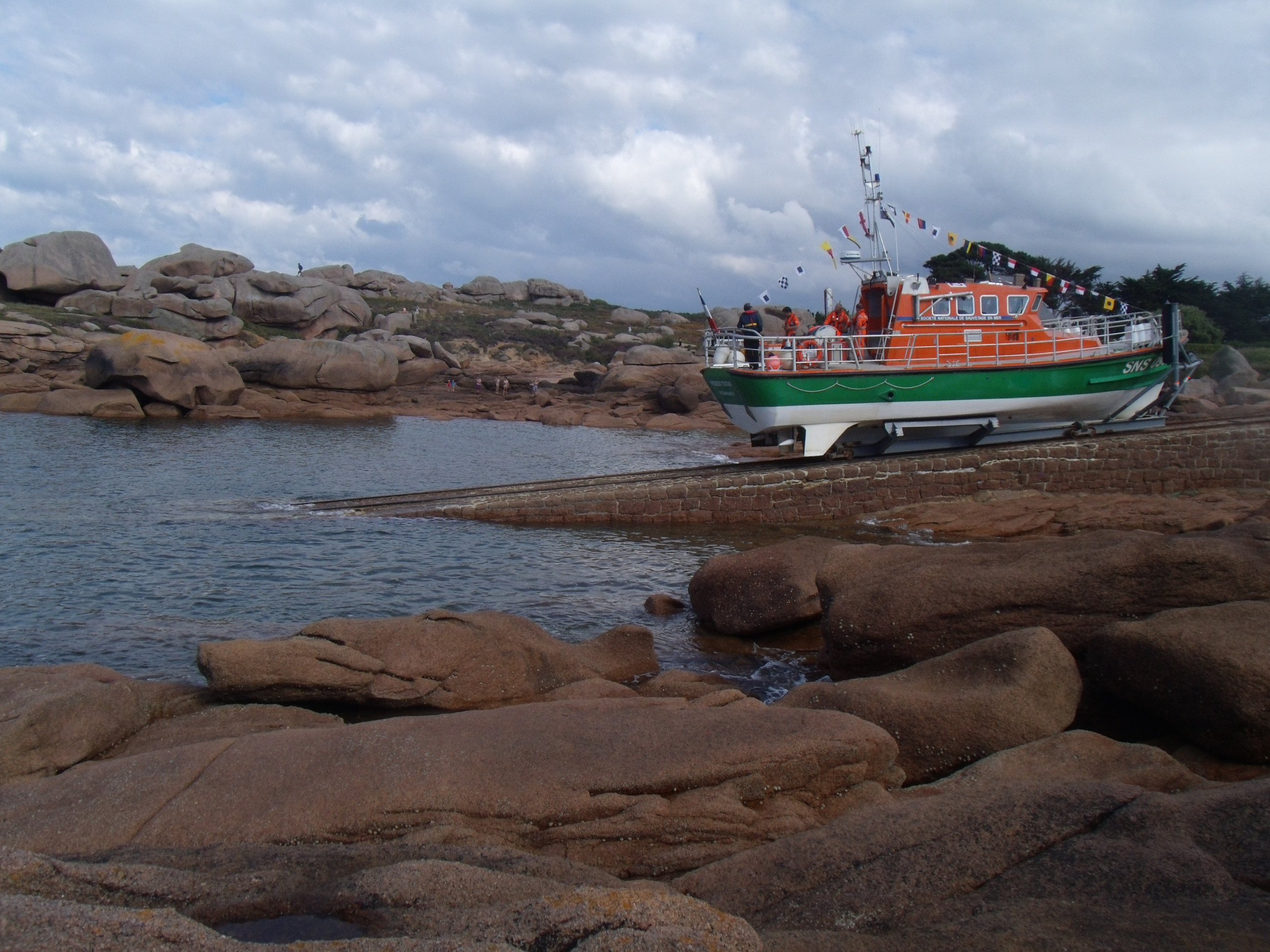
Sur sa rampe à Pors Kamor
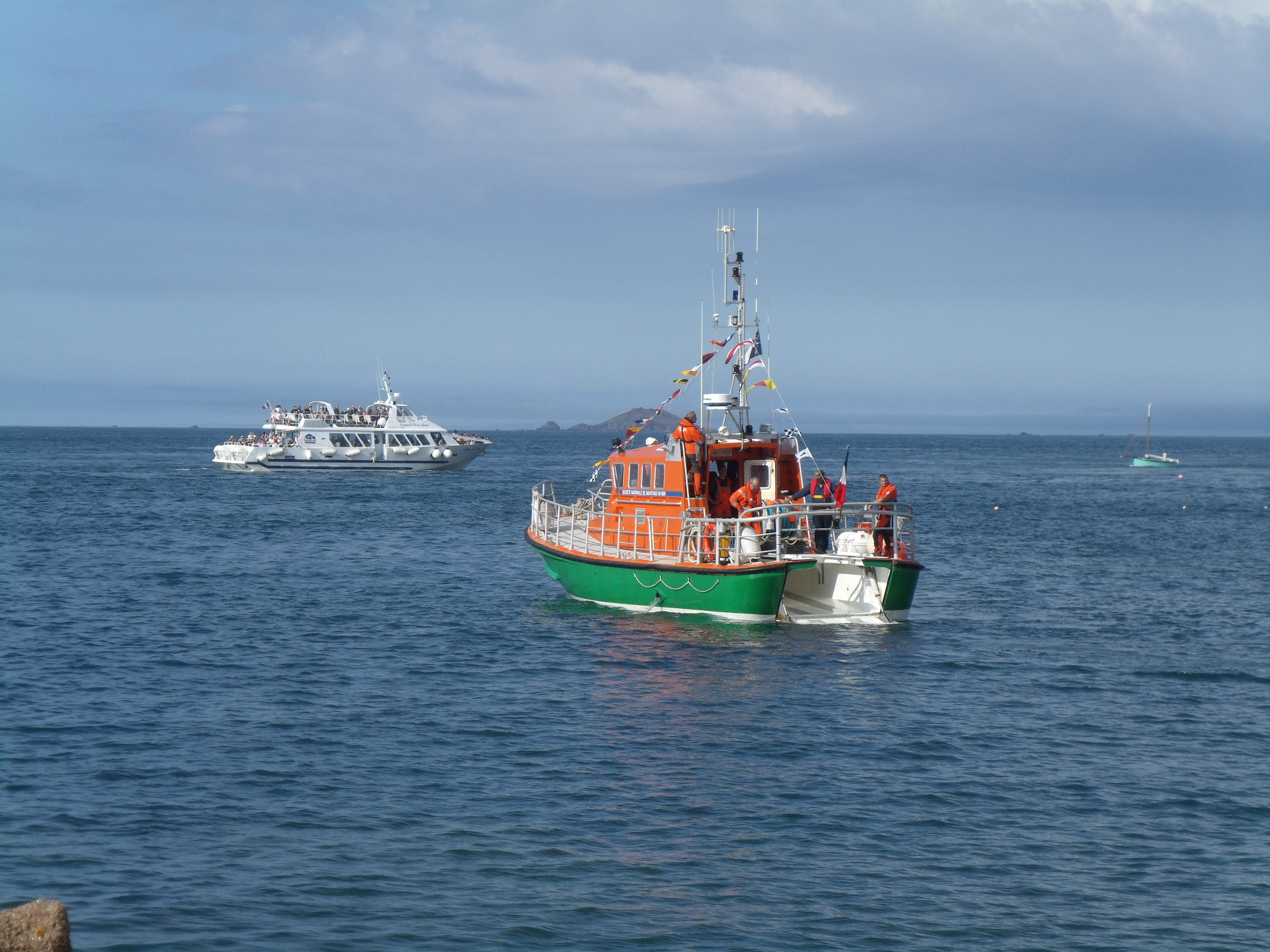
En navigation